# NGC 1713
NGC 1713 је елиптична галаксија у сазвежђу Орион која се налази на NGC листи објеката дубоког неба.
Деклинација објекта је - 0° 29' 19" а ректасцензија 4h 58m 54,7s. Привидна величина (магнитуда) објекта NGC 1713 износи 12,9 а фотографска магнитуда 13,9. Налази се на удаљености од 79,699 милиона парсека од Сунца. NGC 1713 је још познат и под ознакама UGC 3222, MCG 0-13-56, CGCG 394-59, PGC 16471.